# Гитанас Науседа
Гитанас Науседа (на литовски: Gitanas Nausėda) е литовски икономист, политик, банкер и настоящ президент на Литва от 12 юли 2019 г. Служил е като директор на паричната политика на Банката на Литва в периода 1996 – 2000 г. и като главен икономист на банката SEB bankas в периода 2008 – 2018 г.

## Ранен живот и образование
Науседа е роден на 19 май 1964 г. в Клайпеда, тогава в границите на Съветския съюз. От 1982 до 1987 г. учи във факултета по промишлена икономика към Вилнюския университет, а от 1987 до 1989 г. – в икономическия факултет. В периода 1990 – 1992 г. е на практика в Манхаймския университет в Германия. Защитава докторската дисертация на тема „Политика за доходите при инфлация и стагфлация“ през 1993 г. От 2009 г. е доцент в Бизнес училището към Вилнюския университет.

## Кариера
В периода 1993 – 1994 г. работи за литовския Съвет по конкуренцията като началник на отдел „Финансови пазари“. От 1994 до 2000 г. работи в Банката на Литва, първоначално в департамента, регулиращ търговските банки, а след това като директор на департамента за парична политика. В периода 2000 – 2008 г. служи като главен икономист и съветник на председателя на AB Vilniaus Bankas. В периода 2008 – 2018 г. е финансов анализатор и главен съветник на SEB bankas.

## Президентство
На 17 септември 2018 г. Науседа обявява кандидатурата си за президентските избори в Литва през 2019 г. Той ги спечелва след балотаж на 26 май 2019 г. Официално встъпва в длъжност на 12 юли същата година. Четири дни след това посещава Варшава, където се среща с полския президент Анджей Дуда. По време на визитата си, той получава призиви да установи по-тесни връзки с Полша. Също така, той отхвърля опитите на Европейския съюз за налагане на санкции на Полша във връзка с действията ѝ спрямо Върховния съд на страната. Месец след като заема президентската длъжност, Науседа вече е считан за най-доверения политик в Литва по данни на Литовските национални радио и телевизия. По време на среща в Берлин с германския канцлер Ангела Меркел през август, Науседа я подтиква да се поддържат санкциите срещу Русия. В интервю през същия месец той подкрепя предходните позиции на страната, че потенциална среща с руския президент Владимир Путин би била безполезна, тъй като Литва наблюдава „истинска опасност“ и „рискове“, произхождащи от общата граница на страната с Русия.
На 22 ноември Науседа и Дуда участват в държавно погребение на командири и участници в Януарското въстание срещу руското управление във Вилнюс. През януари 2020 г. Науседа се присъединява към Дуда в изтеглянето от петия Световен форум в памет на Холокоста, който критикува събитието за това, че е дадена думата на Путин, който от своя страна критикува и преразглежда историята на Полша през Втората световна война.